# Seiken Sugiura
Seiken Sugiura (杉浦正健?, Seiken Sugiura; 26 luglio 1934) è un politico giapponese.
È stato nominato Ministro della giustizia il 31 ottobre 2005 ed ha lavorato presso il Gabinetto del Primo Ministro Junichiro Koizumi.
Sugiura fa parte del partito Kōmeitō. Essendo un buddista (membro della Soka Gakkai), ha imposto una moratoria sulle esecuzioni durante il suo mandato come ministro della giustizia, in ossequio alle proprie convinzioni. È stato sconfitto nelle elezioni del 2009 da Yasuhiro Nakane, un membro del DPJ.